# Ditionito

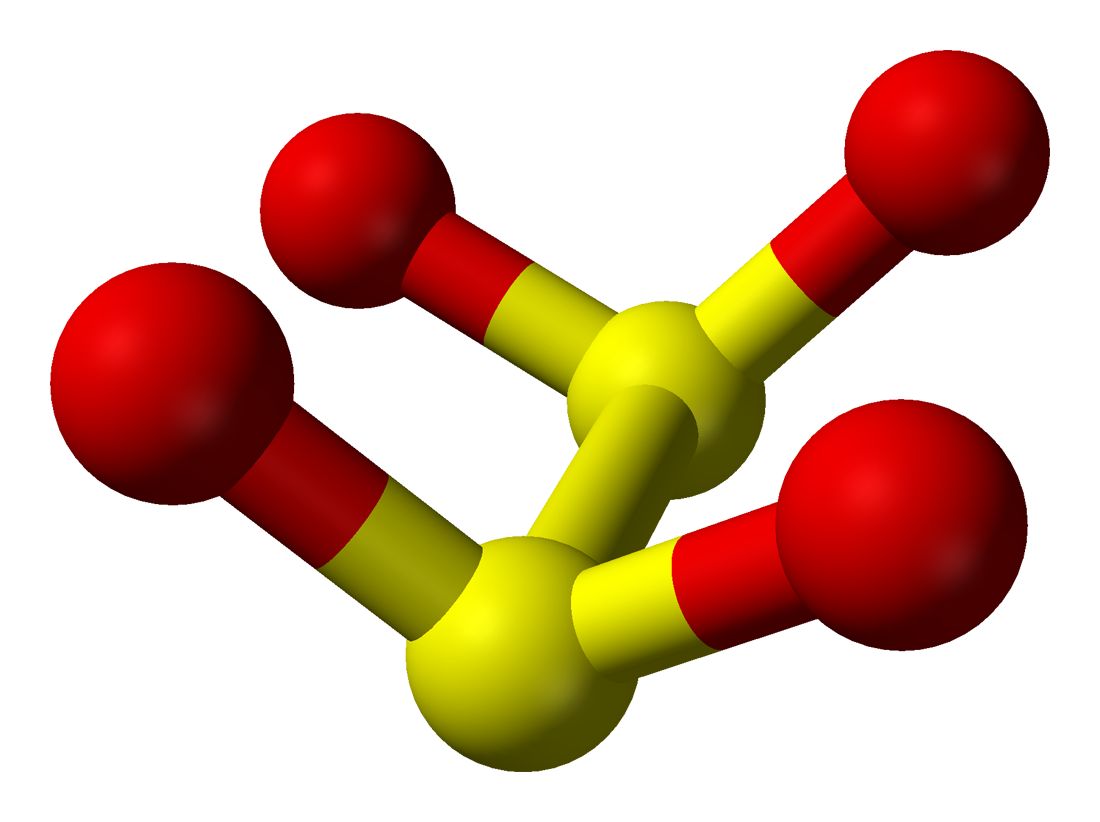

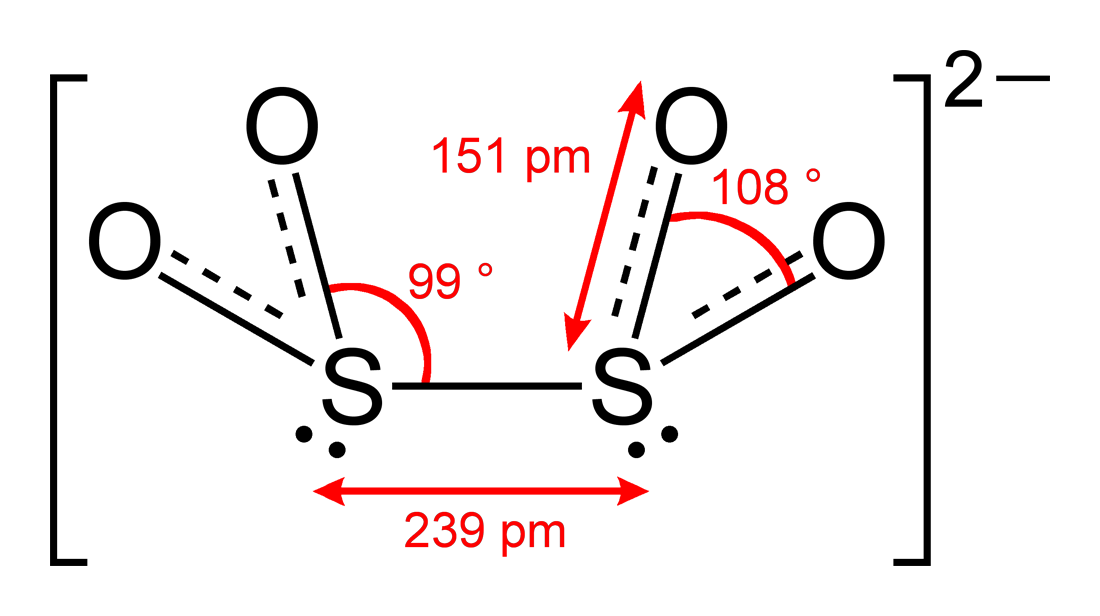
La formula di struttura dello ione ditionito.

Lo ione ditionito o idrosolfito è uno ossoanione di formula S2O2−4 con massa molecolare di 128,13 u.
Lo zolfo ha numero di ossidazione pari a +3, il nome IUPAC è tetraossodisolfato (III). Viene preparato per riduzione del bisolfito con zinco:
2 HSO−3 + Zn → S2O2−4 + Zn(OH)2
Formalmente deriva dall'acido ditionoso che però non è mai stato isolato allo stato solido o caratterizzato in soluzione acquosa, mentre il sale sodico è stabile a secco e in soluzione dismuta secondo la reazione:
2 S2O2−4 + H2O → 2 HSO−3 + S2O2−3
Mentre in ambiente alcalino:
3 S2O2−4 + 6 OH− → 5 SO2−3 + S2− + 3 H2O